# Orchideeënfamilie
De orchideeënfamilie (Orchidaceae) is een van de grootste plantenfamilies op aarde. Het aantal soorten wordt op zo rond de 20.000 geschat. Wereldwijd zijn meer dan duizend geslachten bekend welke verdeeld worden over tientallen onderfamilies. Orchideeën worden ook weleens kort orchis genoemd, wat ook de naam van een specifiek geslacht is.

## Naamgeving en etymologie
De naam 'orchidee' is afgeleid van Orchis. De Griekse filosoof Theophrastus was in 300 v.Chr. de eerste die het geslacht beschreef. De naam Orchis (όρχις) heeft mogelijk betrekking op de dubbele wortelknol: het Griekse 'orchis' betekent ook teelbal.

## Kenmerken

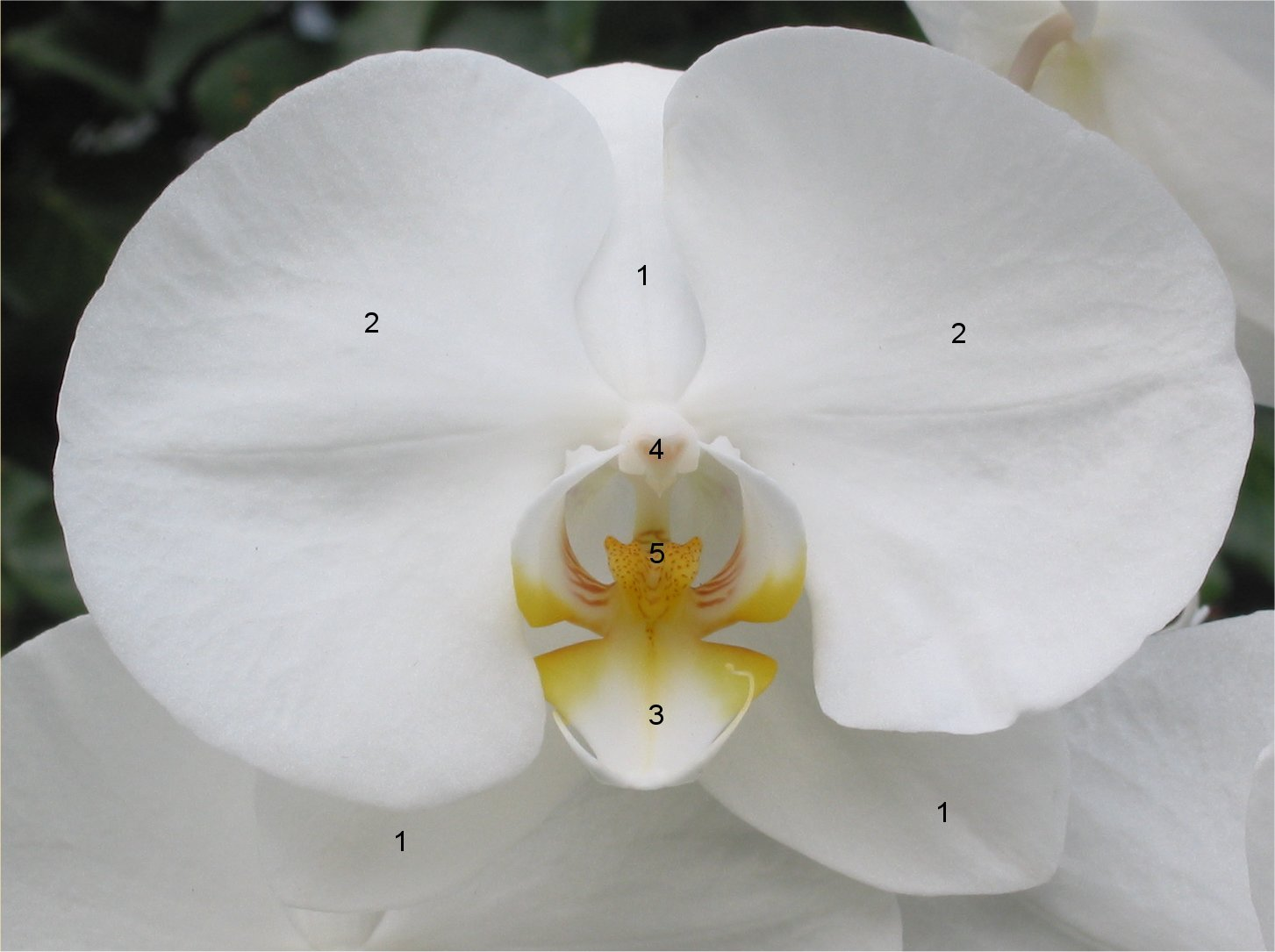
Phalaenopsis 1:buitenste bloemdekbladen (kelkbladen); 2: binnenste bloemdekbladen (kroonbladen); 3: lip; 4: hierachter zitten de pollinia (stuifmeelklompjes); 5: stempel.

Orchideeën staan bekend om hun bloemen, die er soms vreemd uit kunnen zien. Ook de wilde flora in de Benelux kent soorten met opvallende bloemen. Vaak zijn er speciale aanpassingen aan bepaalde soorten dieren en dan met name insecten. Vele soorten zijn in de twintigste eeuw achteruitgegaan in deze regio. Waar eertijds vele graslanden in mei en juni werden gekleurd door de orchideeën zijn ze nu vaak beperkt tot natuurreservaten.
Orchideeën hebben doorgaans stoffijn zaad. Deze heel kleine zaden kunnen gemakkelijk door de wind over grote afstanden worden vervoerd. En zo kunnen ze relatief gemakkelijk nieuwe geschikte groeiplaatsen koloniseren. Op die plaats moet dan wel de voor de kieming noodzakelijke schimmel aanwezig zijn, omdat het zaad zonder de schimmel niet kan uitgroeien. Voorts kost het vaak vele jaren om tot een volwassen vruchtdragend exemplaar uit te groeien. In de Benelux staan vele orchideeën bekend als fijnproever. Ze stellen gemiddeld hoge eisen aan hun groeiplaats. Ze leven vaak in mutualistische symbiose met een schimmel (in de vorm van een mycorrhiza) waarmee ze voedingsstoffen uitwisselen.
In regenwouden groeien bepaalde soorten als epifyt hoog in de bomen. Sommige van deze epifyten worden tegenwoordig als kamerplant gehouden. Ook andere soorten zijn populair als kamerplant. Diverse soorten zijn met elkaar te kruisen en dit gebeurt dan ook veel. Omdat een soort voor de bestuiving afhankelijk is van een specifiek insect of vogel hebben ze geen andere barrières ontwikkeld. De bestuiving verloopt vaak via een complex mechanisme, bijvoorbeeld door bij een insect de hele meeldraden op het lijf vast te plakken en deze te laten meevoeren naar een andere bloem.

### Bloemen
De bloem van een orchidee is meestal eenvoudig te onderscheiden van een andere bloem. De bloem is opgebouwd uit drie kelkbladen en drie kroonbladen. Het middelste kroonblad is afwijkend qua vorm en vergroot (de lip), zodat het een platform voor insecten vormt om makkelijker het centrum van de bloem te bereiken. Oorspronkelijk was de lip van een orchidee opwaarts gericht en vormde zo een afdakje boven het gynostemium. Bij een aantal soorten, zoals de spookorchis (Epipogium aphyllum) en de vanilleorchis (Nigritella), is dit nog steeds het geval. Bij de meeste soorten echter draait de bloem zich bij het openen 180°, waardoor de lip neerwaarts wijst. Dit verschijnsel wordt resupinatie genoemd en zorgt ervoor dat de bloem zijn kenmerkende vorm krijgt.

### Juweelorchidee

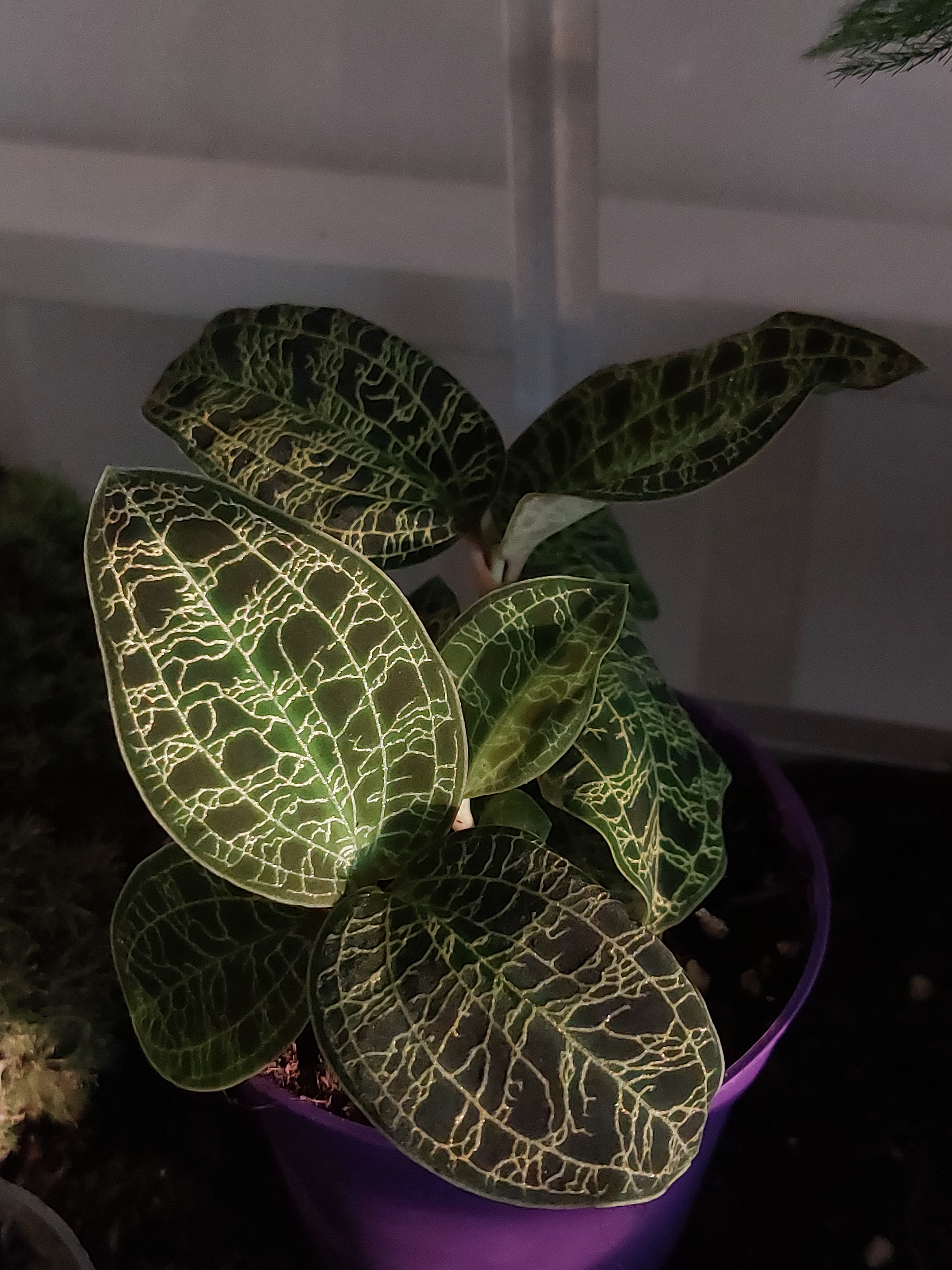
Een Macodes petola (jong), een juweelorchidee

Een andere variant van de bekende orchidee die vooral bewonderd wordt om de bloem is de Juweelorchidee, zoals de Macodes petola of de Ludisia Discolor. Een juweelorchidee is een soort orchidee met prachtige bladeren die vaak opvallende patronen en kleuren hebben, die lijken op juwelen. Deze planten groeien meestal in tropische bossen en hechten zich vast aan bomen of andere planten. Ze halen voedingsstoffen uit de lucht en het vocht in hun omgeving. Juweelorchideeën worden vaak gekweekt als sierplanten vanwege hun mooie bladeren.

## Taxonomie

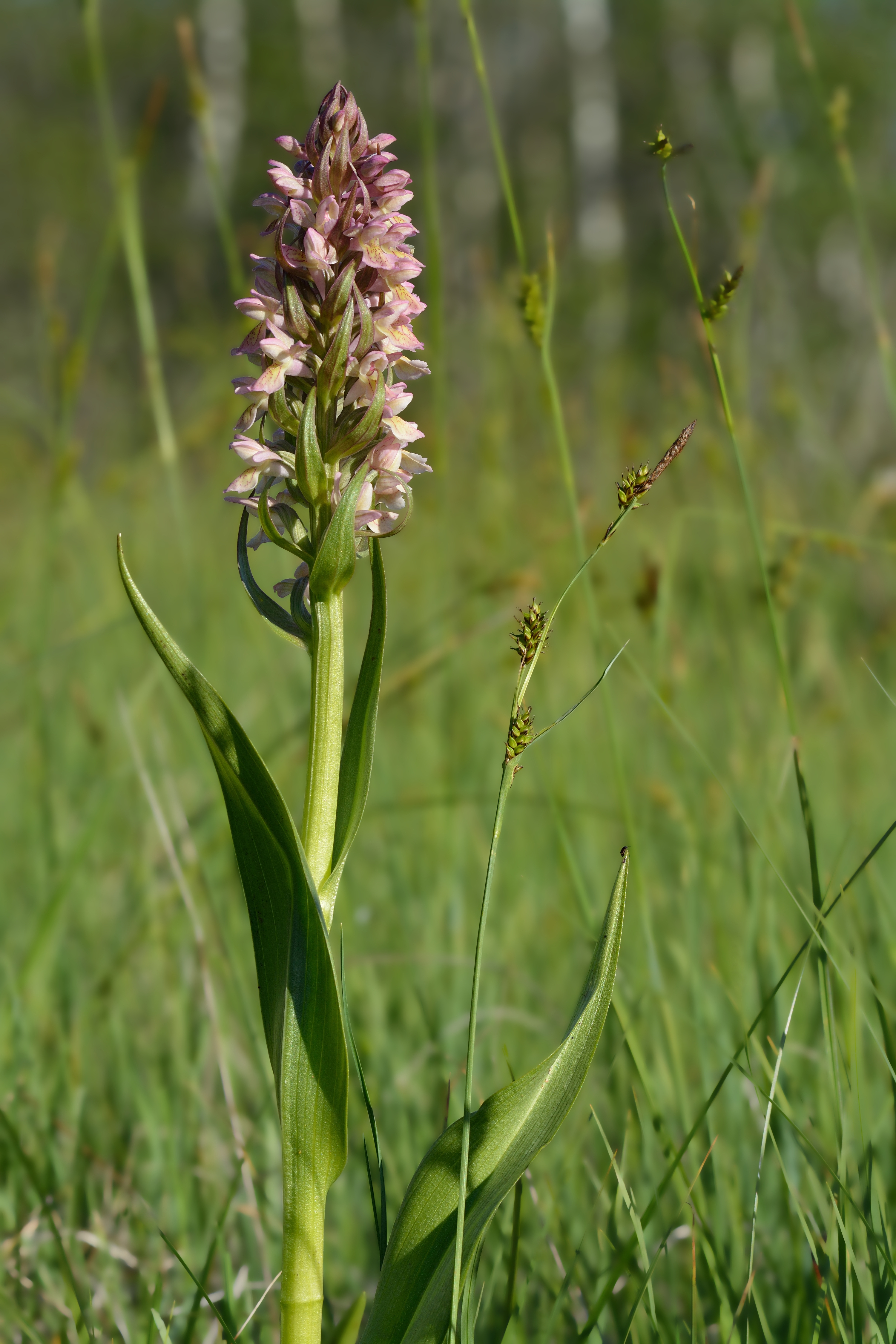
Vleeskleurige orchis
(Dactylorhiza incarnata)

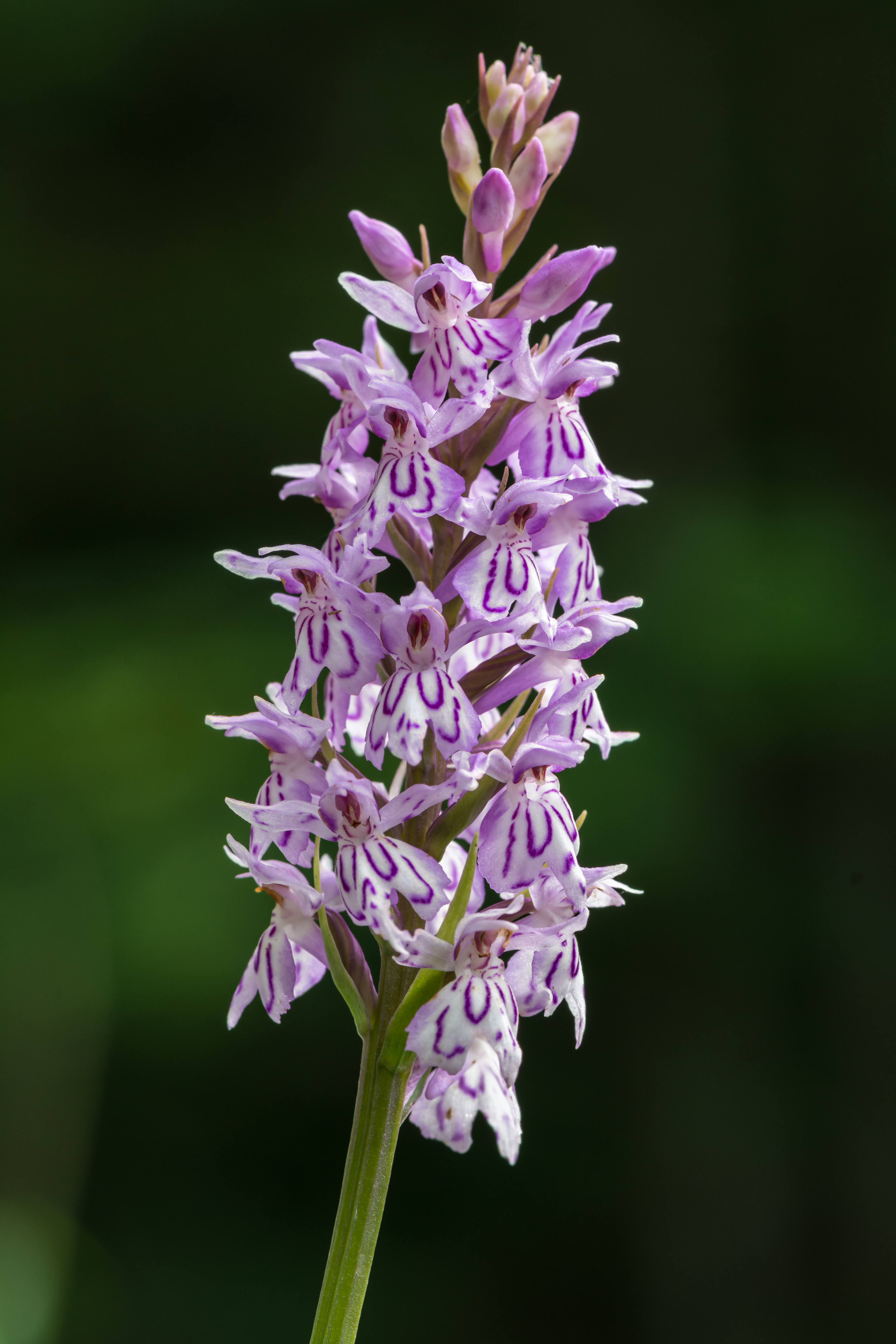
Bosorchis
(Dactylorhiza fuchsii)

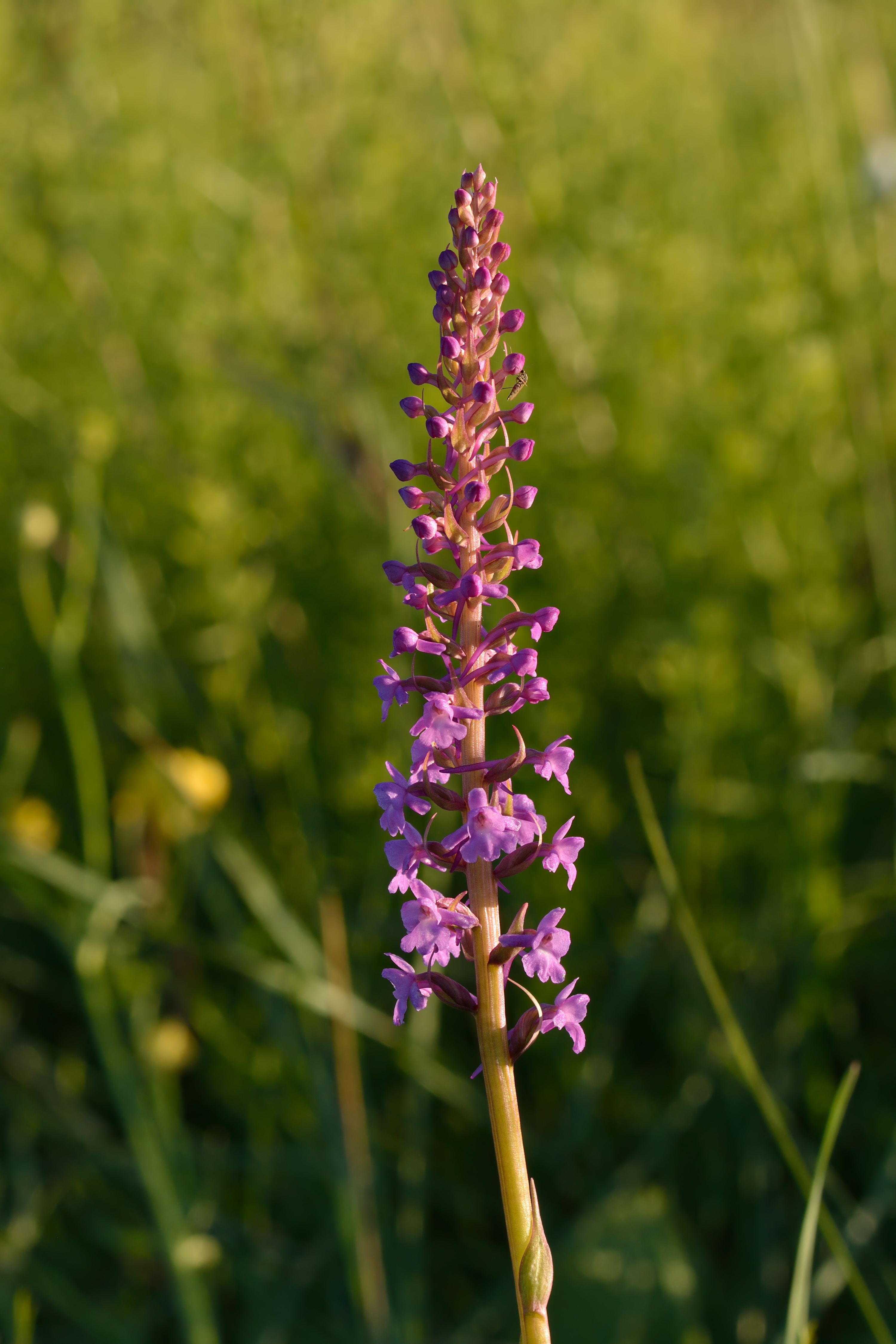
Grote muggenorchis
(Gymnadenia conopsea)

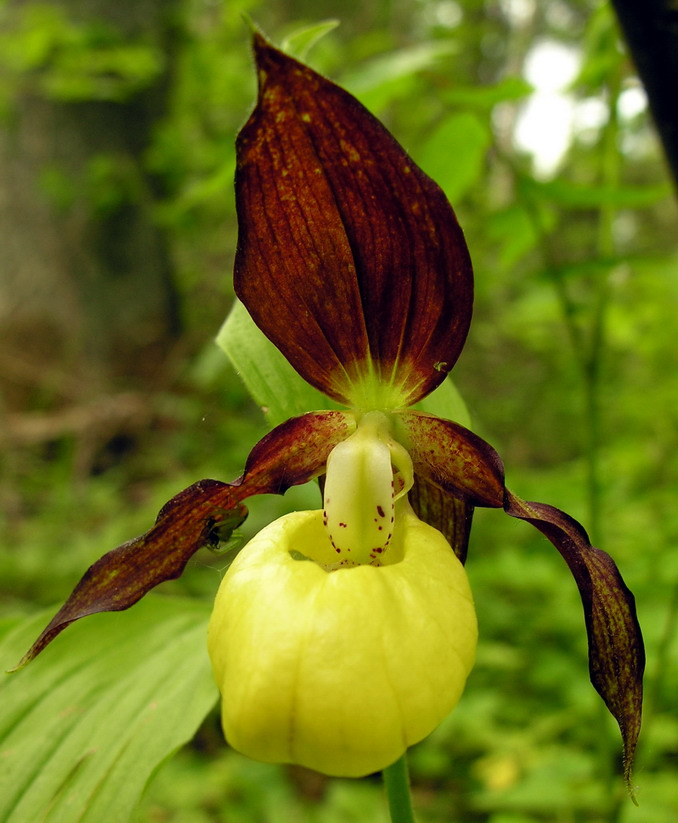
Vrouwenschoentje
(Cypripedium calceolus)

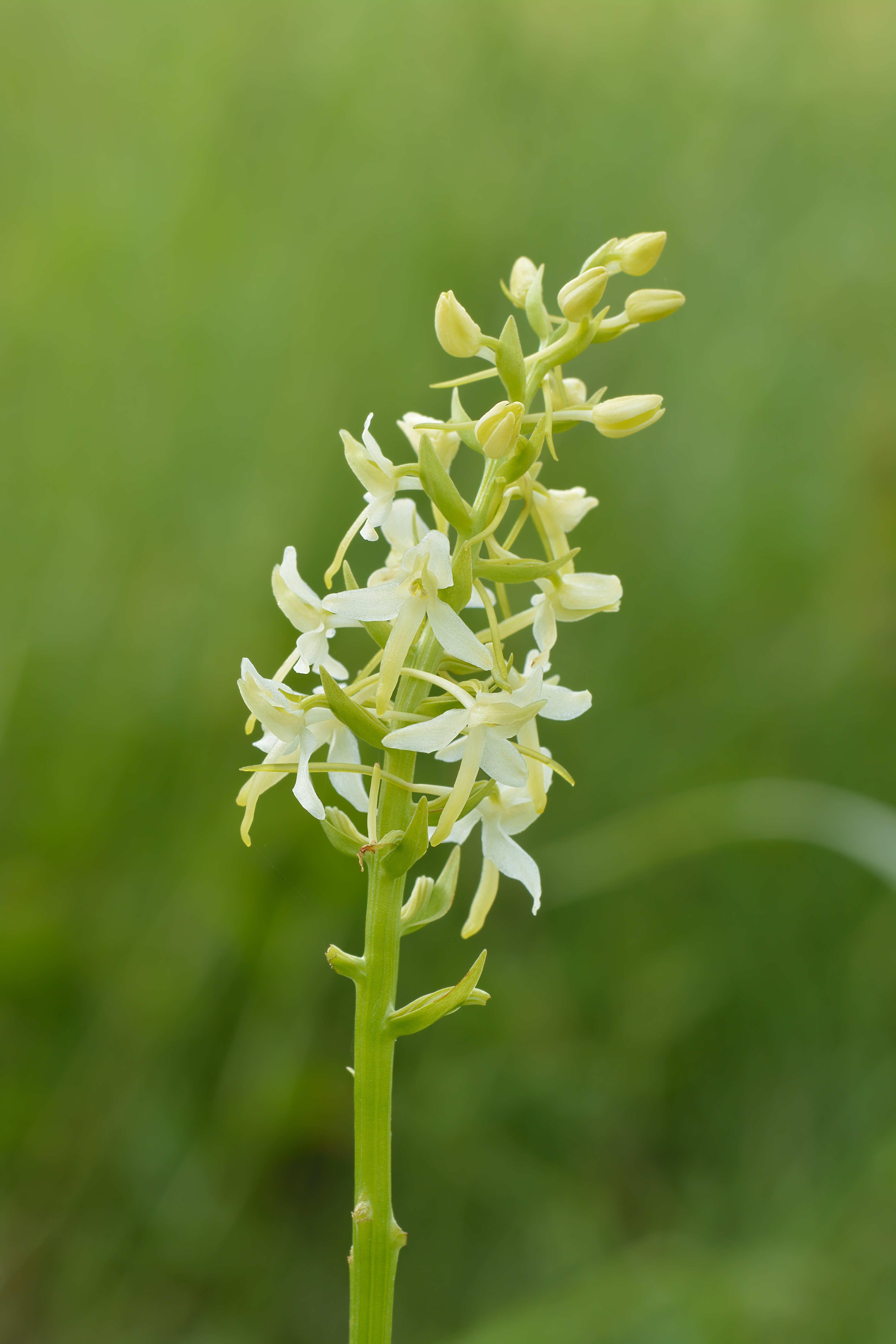
Welriekende nachtorchis
(Platanthera bifolia)

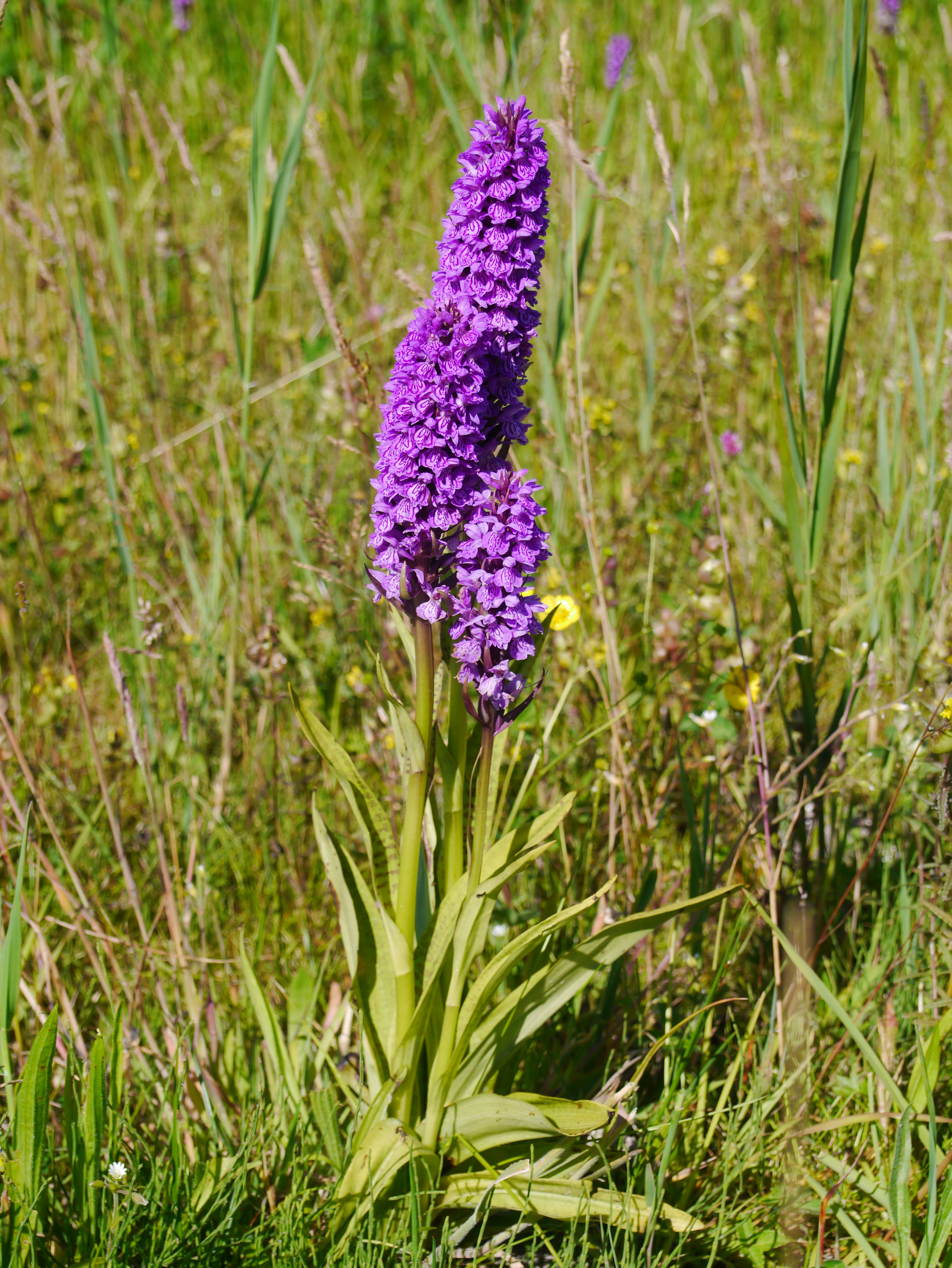
Wilde orchidee in het Lauwersmeer gebied

### Stamboom van de familieOrchidaceae
De orchideeënfamilie is een monofyletische groep die door het APG III-systeem van 2009 tot de orde Asparagales wordt gerekend.
De indeling van deze familie is echter continu in beweging, zolang er studies lopen die nieuwe elementen voor classificatie aanbrengen.
Er worden momenteel vijf onderfamilies erkend, wat het volgende cladogram geeft:
| Fylogenie: - Orde Asparagales - zustergroepen van de Orchidaceae - Orchidaceae - Apostasioideae - - Cypripedioideae - - Vanilloideae - - Epidendroideae - Orchidoideae | Taxonomie: - Orde Asparagales - zustergroepen van de Orchidaceae - Familie Orchidaceae - Onderfamilie Apostasioideae: 2 geslachten, 16 soorten, Zuidwest-Azië - Onderfamilie Cypripedioideae: 5 geslachten, 130 soorten, gematigde streken en tropisch Zuid- en Midden-Amerika - Onderfamilie Vanilloideae: 15 geslachten en 180 soorten, tropisch en subtropisch oostelijk Noord-Amerika - Onderfamilie Epidendroideae: meer dan 500 geslachten en ongeveer 20.000 soorten, wereldwijd - Onderfamilie Orchidoideae: 208 geslachten en 3.630 soorten, wereldwijd |

Deze onderfamilies zijn op hun beurt nog eens onderverdeeld in takken of tribus, subtribus, geslachtengroepen en ten slotte geslachten.

### Stamboom van de in België en Nederland voorkomende orchideeën
In België en Nederland komen volgens de laatste nieuwe systematiek een 40-tal soorten orchideeën van 18 verschillende geslachten voor, alle in de onderfamilies Epidendroideae en Orchidoideae.

### Opmerkingen
- In dit artikel wordt de indeling gebruikt zoals vermeld in de 23e editie van de Heukels. Deze is gebaseerd op nieuwe inzichten gebaseerd op gegevens van DNA-sequenties. Een opvallend verschil met de 22e druk is vooral de samenvoeging van de keverorchissen (Listera) met de vogelnestjes (Neottia), van de poppenorchis (Aceras) met de orchissen (Orchis) en van de groene nachtorchis (Coeloglossum) met de handekenskruiden (Dactylorhiza).

## Beschreven geslachten en soorten
De volgende geslachten en soorten worden verder in Wikipedia in detail beschreven.

### Europese soorten
Hieronder een lijst van geslachten en soorten die in West- en Midden-Europa voorkomen en die in detail behandeld worden in Wikipedia:
- Geslacht: Anacamptis
  - Soort: Harlekijn (Anacamptis morio = Orchis morio)
  - Soort: Hondskruid (Anacamptis pyramidalis)
  - Soort: IJle moerasorchis (Anacamptis laxiflora = Orchis laxiflora)
  - Soort: Moerasorchis (Anacamptis palustris = Orchis palustris)
  - Soort: Vlinderorchis (Anacamptis papilionacea = Orchis papilionacea)
  - Soort: Wantsenorchis (Anacamptis coriophora = Orchis coriophora)
- Geslacht: Bosvogeltjes (Cephalanthera)
  - Soort: Bleek bosvogeltje (Cephalanthera damasonium)
  - Soort: Cephalanthera epipactoides
  - Soort: Rood bosvogeltje (Cephalanthera rubra)
  - Soort: Wit bosvogeltje (Cephalanthera longifolia)
- Geslacht: Chamorchis
  - Soort: Chamorchis alpina
- Geslacht: Epipogium
  - Soort: Spookorchis (Epipogium aphyllum)
- Geslacht: Goodyera
  - Soort: Dennenorchis ( Goodyera repens)
- Geslacht: Hammarbya
  - Soort: Veenmosorchis (Hammarbya paludosa)
- Geslacht: Handekenskruiden (Dactylorhiza)
  - Soort: Bosorchis (Dactylorhiza fuchsii)
  - Soort: Dactylorhiza maculata
    - Ondersoort: Tengere heideorchis (Dactylorhiza maculata subsp. elodes)
    - Ondersoort: Heideorchis (Dactylorhiza maculata subsp. ericetorum)
    - Ondersoort: Gevlekte orchis (Dactylorhiza maculata subsp. maculata)

  - Soort: Dactylorhiza foliosa
  - Soort: Dactylorhiza majalis
  - Soort: Dactylorhiza markusii
  - Soort: Dactylorhiza romana
  - Soort: Groene nachtorchis (Dactylorhiza viridis = Coeloglossum viride)
  - Soort: Grote rietorchis (Dactylorhiza elata)
    - Ondersoort: Brede orchis (Dactylorhiza majalis subsp. majalis)
    - Ondersoort: Rietorchis (Dactylorhiza majalis subsp. praetermissa)
      - Variëteit: Gevlekte rietorchis (Dactylorhiza majalis subsp. praetermissa var. junialis)

    - Ondersoort: Veenorchis (Dactylorhiza majalis subsp. sphagnicola)

  - Soort: Vleeskleurige orchis (Dactylorhiza incarnata)
  - Soort: Vlierorchis (Dactylorhiza sambucina)
- Geslacht: Herminium
  - Soort: Honingorchis (Herminium monorchis)
- Geslacht: Himantoglossum
  - Soort: Bokkenorchis (Himantoglossum hircinum)
  - Soort: Himantoglossum adriaticum
  - Soort: Himantoglossum comperianum
  - Soort: Himantoglossum metlesicsianum
  - Soort: Reuzenorchis (Himantoglossum robertianum)
- Geslacht: Corallorhiza
  - Soort: Koraalwortel (Corallorhiza trifida)
- Geslacht: Limodorum
  - Soort: Paarse aspergeorchis (Limodorum abortivum)
- Geslacht: Liparis
  - Soort: Groenknolorchis (Liparis loeselii)
- Geslacht: Malaxis
  - Soort: Eenblad (Malaxis monophyllos)
- Geslacht: Muggenorchis (Gymnadenia)
  - Soort: Grote muggenorchis (Gymnadenia conopsea)
  - Soort: Dichte muggenorchis (Gymnadenia densiflora)
  - Soort: Welriekende muggenorchis (Gymnadenia odoratissima)
  - Soort: Gymnadenia austriaca
  - Soort: Gymnadenia nigra
  - Soort: Gymnadenia rhellicani
  - Soort: Gymnadenia runei
- Geslacht: Nachtorchissen (Platanthera)
  - Soort: Bergnachtorchis (Platanthera chlorantha)
  - Soort: Platanthera holmboei
  - Soort: Welriekende nachtorchis (Platanthera bifolia)
- Geslacht: Neotinea
  - Soort: Aangebrande orchis (Neotinea ustulata, synoniem: Orchis ustulata)
- Geslacht: Neottia
  - Soort: Grote keverorchis (Neottia ovata = Listera ovata)
  - Soort: Kleine keverorchis (Neottia cordata = Listera cordata)
  - Soort: Vogelnestje (Neottia nidus-avis)
- Geslacht: Orchis (Orchis)
  - Soort: Aapjesorchis (Orchis simia)
  - Soort: Bleke orchis (Orchis pallens)
  - Soort: Mannetjesorchis (Orchis mascula)
  - Soort: Orchis canariensis
  - Soort: Orchis italica
  - Soort: Orchis spitzelii
  - Soort: Poppenorchis (Orchis anthropophora = Aceras anthropophorum)
  - Soort: Purperorchis (Orchis purpurea)
  - Soort: Soldaatje (Orchis militaris)
  - Soort: Wantsenorchis (Orchis coriophora) alleen in België
- Geslacht: Pseudorchis
  - Soort: Witte muggenorchis (Pseudorchis albida)
- Geslacht: Schroeforchissen (Spiranthes)
  - Soort: Herfstschroeforchis (Spiranthes spiralis)
  - Soort: Zomerschroeforchis (Spiranthes aestivalis)
- Geslacht: Spiegelorchissen (Ophrys)
  - Soort: Bijenorchis (Ophrys apifera)
  - Soort: Gele orchis (Ophrys lutea)
  - Soort: Hommelorchis (Ophrys fuciflora)
  - Soort: Ophrys aveyronensis
  - Soort: Ophrys lesbis
  - Soort: Sniporchis (Ophrys scolopax)
  - Soort: Spinnenorchis (Ophrys sphegodes)
  - Soort: Vliegenorchis (Ophrys insectifera)
  - Soort: Vliegenorchis van de Causses (Ophrys aymoninii)
  - Soort: Vroege spinnenorchis (Ophrys araneola)
- Geslacht: Tongorchissen (Serapias)
  - Soort: Brede tongorchis (Serapias cordigera)
  - Soort: Gewone tongorchis (Serapias lingua)
  - Soort: Kleine tongorchis (Serapias parviflora)
  - Soort: Lange tongorchis (Serapias vomeracea)
  - Soort: Serapias bergonii
  - Soort: Serapias olbia
  - Soort: Serapias strictiflora
  - Soort: Vergeten tongorchis (Serapias neglecta)
- Geslacht: Traunsteinera
  - Soort: Knotsorchis (Traunsteinera globosa)
  - Soort: Traunsteinera sphaerica
- Geslacht: Vrouwenschoentjes (Cypripedium)
  - Soort: Vrouwenschoentje (Cypripedium calceolus)
- Geslacht: Wespenorchissen (Epipacitis)
  - Soort: Bruinrode wespenorchis (Epipactis atrorubens)
  - Soort: Brede wespenorchis (Epipactis helleborine)
    - Ondersoort: Duinwespenorchis (Epipactis helleborine subsp. neerlandica)

  - Soort: Dichte- of groene wespenorchis (Epipactis phyllanthes)
  - Soort: Geelgroene wespenorchis (Epipactis muelleri)
  - Soort: Kleinbladige wespenorchis (Epipactis microphylla)
  - Soort: Moeraswespenorchis (Epipactis palustris)
  - Soort: Paarse wespenorchis (Epipactis purpurata)
  - Soort: Smallippige wespenorchis (Epipactis leptochila)
    - Variëteit: Vergeten wespenorchis (Epipactis leptochila var. neglecta)

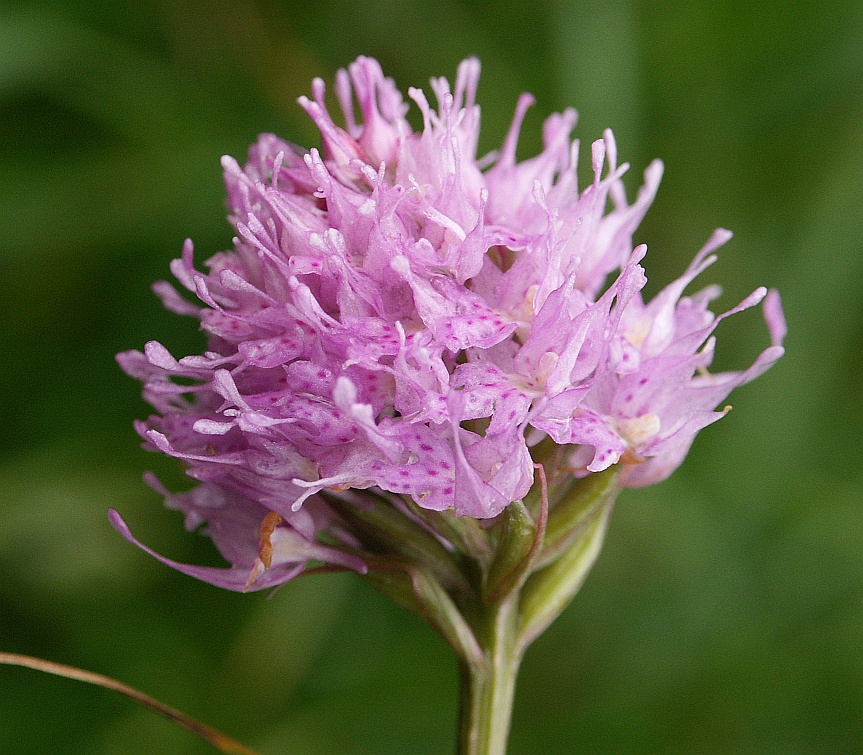
Knotsorchis
Traunsteinera globosa

### Soorten van andere continenten
- Angraecum longicalcar
- Lange spinorchidee (Brassia arcuigera)
- Gevlekte spinorchidee (Brassia maculata)
- Kerstorchidee (Cattleya trianae)
- Chloraea gavilu
- Chondroscaphe chestertonii
- Coryanthes gerlachiana
- Coryanthes verrucolineata
- Dendrobium nobile
- Ludisia discolor
- Bochtige jaguarbloem (Oncidium flexuosum)
- Paphinia seegeri
- Spicers venusschoentje (Paphiopedilum spicerianum)
- Paphiopedilum sukhakulii
- Maanorchidee (Phalaenopsis amabilis)
- Pleione formosana
- Vanda coerulea
- Vanda cristata
- Vanille-orchidee (Vanilla planifolia)

## Organisaties voor commercieel gebruik
Er zijn diverse organisaties die zich richten op de promotie van orchideeën als sierplant, waaronder de Royal Horticultural Society en de American Orchid Society.
De soorten die in gebruik als kamerplant worden  meestal gestekt vanuit een moederplant, maar soms vanuit zaad opgekweekt. De stekken groeien in ongeveer negen maanden tot een orchidee zoals die in winkels worden aangeboden. Zowel het stekken als de verdere groei wordt doorgaans uitgevoerd door gespecialiseerde bedrijven.

## Video
- Bioscoopjournaal uit 1955
Op de rots Ifar in het Cycloopgebergte in het binnenland van Nieuw-Guinea worden orchideeën geplukt, onder meer zogenaamde Nieuw-Guineetjes. Bomen worden gekapt om zeldzame orchideeën te bemachtigen of Papoea's klimmen langs lianen omhoog om ze te plukken. Vervolgens worden de bloemen in Hollandia verkocht.